# داريل سبينكس
داريل سبينكس (بالإنجليزية: Darrell Spinks)‏ مواليد 24 يوليو 1973 في سانت لويس، الولايات المتحدة، هو ملاكم محترف أمريكي يصنف ضمن فئة وزن خفيف الثقيل.

## إحصائيات
خاض خلال مسيرته 19 نزالا، فاز في 15 ولم يتعادل وخسر في 4. فاز بالضربة القاضية في 9 نزالات.

## روابط خارجية
- داريل سبينكس على موقع بوكس ريك (الإنجليزية) (registration required)